# Homme du métro Balderas
Durant les travaux de l'immense chantier de la construction du métro de Mexico, à la fin des années soixante, le squelette d'un homme fut découvert au cours du creusement de l'emplacement de la station de correspondance de l'arrêt Balderas des lignes 1 et 3.
Il fut surnommé « l'Homme du métro Balderas » et les chercheurs américains le surnommèrent tout simplement« Metro Man ». Il était enfoui dans la cendre volcanique provenant du volcan Nevado de Toluca qui entra dans une éruption plinienne il y a 10 500 ans.
Les ossements de ce paléoaméricain ont été identifiés et rapprochés de ceux de la Femme de Peñón.

## L'éruption volcanique du Nevado de Toluca

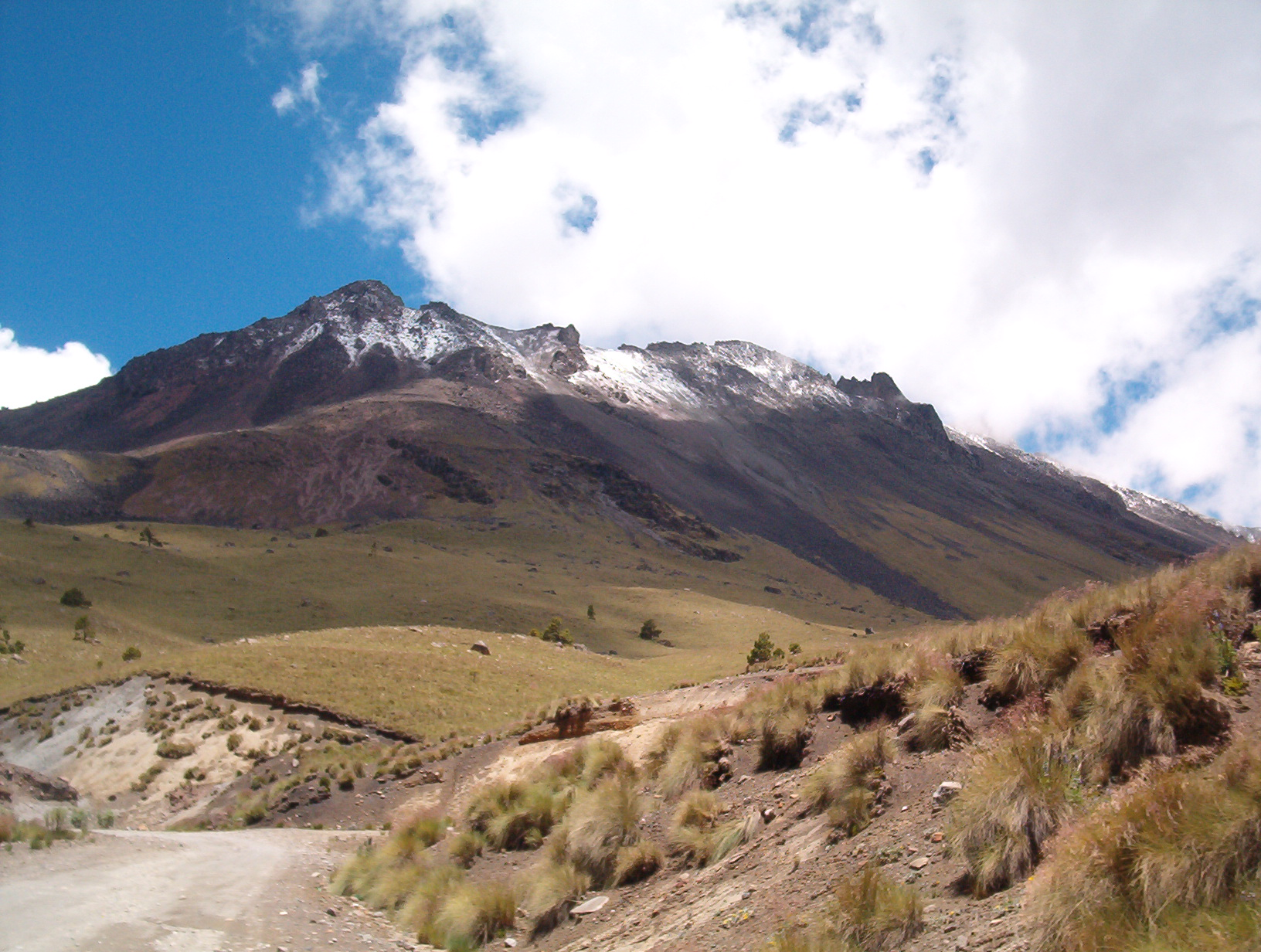
Volcan Nevado de Toluca, district de Mexico.

Les ossements furent par la suite associés à une autre découverte archéologique effectuée en 1984, celle des restes humains de l'homme de Chimalhuacán. Ces deux corps ainsi que les nombreux ossements de plusieurs mammouths et autre mégafaune (smilodons ou tigres aux dents de sabre, bisons, glyptodons, camélidés, et équidés - Equus caballus) trouvés dans la même région centrale de Mexico, sont tous datés de la même époque, 10 500 ans et ont tous été tués par l'éruption plinienne du volcan Nevado de Toluca, un des quatre plus importants volcans du Mexique. Les spécialistes supposent que l'éruption volcanique a éliminé la mégafaune locale notamment celle des mammouths qui vivaient autour des nombreux lacs et lagunes existants à cette époque.

## Liens
- http://theclacks.org.uk/jac/Clack_et_al_Ichthyostega.pdf
- http://www.cq.rm.cnr.it/elephants2001/pdf/704_706.pdf
- http://www.geofisica.unam.mx/vulcanologia/penrose/abstracts-prs/prs7-05.pdf
- http://tepetl.igeofcu.unam.mx/penrose/abstracts-prs/prs7-05.pdf.
- http://www.nerc.ac.uk/research/programmes/efched/results/gonzalez.asp
- https://web.archive.org/web/20060426232458/http://www.jornada.unam.mx/2005/03/03/a02n1cie.php